# Tu vuo' fa' l'americano (Gigi D'Alessio)
Tu vuo' fa' l'americano - Live In New York è il terzo album dal vivo del cantautore italiano Gigi D'Alessio, pubblicato il 22 marzo 2011.

## Descrizione
Le tracce ripercorrono l'esibizione live dell'artista al Radio City Music Hall di New York con la partecipazione di un'orchestra di oltre 30 elementi selezionati fra i migliori strumentisti degli ensemble newyorkesi.
Molti sono gli ospiti per i duetti, come Christian De Sica, Liza Minnelli, Anastacia e Paul Anka tra i più famosi.

## Tracce
CD (EAN 0886978698629)
1. Tu vuo' fa' l'americano - (con Christian De Sica) - (Musica: Renato Carosone - Testo:Nisa)
2. Libero - (Musica e Testo: Gigi D'Alessio)
3. Imagine - (Musica e Testo: John Lennon)
4. La voce del silenzio - (Musica: Elio Isola - Testo: Mogol e Paolo Limiti)
5. Caro Renato - (Musica e Testo: Gigi D'Alessio)
6. Lacreme Napulitane - (Musica: Francesco Buongiovanni - Testo: Libero Bovio)
7. Torna a Surriento - (con Anastacia) - (Musica: Ernesto De Curtis - Testo: Giambattista De Curtis)
8. I'm Outta Love - (con Anastacia) - (Musica e Testo: Anastacia, Sam Watters e Louis Biancaniello)
9. Non dirgli mai - (con Mario Biondi) - (Musica e Testo: Gigi D'Alessio e Vincenzo D'Agostino)
10. Como suena el corazon - (Musica e Testo: Gigi D'Alessio e Vincenzo D'Agostino)
11. Mon Amour - (Musica e Testo: Gigi D'Alessio e Vincenzo D'Agostino)
12. Quanti amori - (Musica e Testo: Gigi D'Alessio e Vincenzo D'Agostino)
13. Il mio canto libero - (con The Manhattan Transfer) - (Musica: Lucio Battisti e Testo: Mogol)
14. 'O sole mio - (con Paul Anka) - (Musica e Testo: Giovanni Capurro, Eduardo Di Capua)
15. My Way - (con Paul Anka) - (Musica: Claude François e Testo: Paul Anka)
16. Nel blu dipinto di blu - (con Liza Minnelli) - (Musica: Domenico Modugno e Testo: Franco Migliacci)
17. New York, New York - (con Liza Minnelli) - (Musica: John Kander e Testo: Fred Ebb)